# نظرية بلاكمان
نظرية بلاكمان هي الإجراء العام لحساب التغير في المعاوقة الكهربائية التي تحدث بسبب ردود الفعل في الدائرة . وتم نشرها بواسطة آر بي بلاكمان (R.B. Blackman) عام 1943 . وهي متصله برسمة تدفق الإشارة التي كتبها جون تشوما التي أحدثت تأثير كبير في نظرية العنصر الإضافي التي كتبها آر دي ميدلبروك (R. D. Middlebrook).
 

## الصيغة الرياضية
{\displaystyle Z=Z_{D}{\frac {1+|T_{SC}|}{1+|T_{OC}|}}\ ,}
حيث : 

ZD هي المعاوقة الكهربائية عند تعطيل ردود الفعل .

TSC هي حلقة الانتقال لإشارة صغيرة . 

TOC هي حلقة الانتقال للدائرة المفتوحة .
- يمكن مقارنة صيغه بلاكمان مع نتيجة ميدلبروك لمعاوقة الدخل Zin لدائرة مبنية على نظرية العنصر الإضافي:[7][8][9]

{\displaystyle Z_{in}=Z_{in}^{\infty }\left[{\frac {1+Z_{e}^{0}/Z}{1+Z_{e}^{\infty }/Z}}\right]}
حيث : 

{\displaystyle Z\ } : هي معاوقة العنصر الإضافي . 

{\displaystyle Z_{in}^{\infty }} : هي معاوقة الدخل عند إزالة {\displaystyle Z\ } 

{\displaystyle Z_{e}^{0}} : هي المعاوقة التي يشعر بها العنصر الإضافي {\displaystyle Z\ } عندما يحدث قصر على الدائرة . 

{\displaystyle Z_{e}^{\infty }} : هي المعاوقة التي يشعر بها العتصر الإضافي عندما تكون {\displaystyle Z\ } قيمتها لا نهاية .
- يمكن مقارنة صيغة بلاكمان بنظرية رسمة تدفق الإشارة لجون تشوما[10]

{\displaystyle Z_{SS}=Z_{S0}\left[{\frac {1+T_{I}}{1+T_{Z}}}\right]\ ,}
حيث : 

{\displaystyle Z_{S0}\ } : هي قيمة {\displaystyle Z_{SS}\ } بشرط أن تكون P تساوي صفر . 

{\displaystyle T_{Z}\ } : تحسب عند الصفر . 

{\displaystyle T_{I}\ } هو {\displaystyle T_{Z}\ } عندما يحدث قصر على الدائرة. 